# Gleen Nieradka

Zawodnik Oregon State Beavers

Glenn Nieradka (ur. 11 kwietnia 1972) – amerykański zapaśnik w stylu klasycznym. Zdobył brązowy medal na igrzyskach panamerykańskich w 1999. Srebrny medalista mistrzostw panamerykańskich z 2000. Trzeci na wojskowych mistrzostwach świata w 2000. Szósty w Pucharze Świata w 2003 roku.
Zawodnik Tigard High School z Tigard i Oregon State University. All-American w NCAA Division I w 1995, gdzie zajął czwarte miejsce.